# Ционис, Маринос
Маринос Ционис (греч. Μαρίνος Τζιωνής; 16 июля 2001, Никосия) — кипрский футболист, полузащитник клуба «Чукарички» и сборной Кипра.

## Биография

### Клубная карьера
Воспитанник клуба «Омония» (Никосия). В его составе дебютировал в чемпионате Кипра в возрасте 16 лет 13 мая 2018 года, появившись в стартовом составе на матч с «Аполлоном», но был заменён уже на 31-й минуте. В сезоне 2019/20 вместе с командой стал чемпионом Кипра.
24 января 2022 года Ционис перешёл в клуб MLS «Спортинг Канзас-Сити», подписав трёхлетний контракт до конца сезона 2024 с опцией продления на сезон 2025. По сведениям кипрской прессы сумма трансфера составила около €1,6 млн, став самой дорогой продажей в истории «Омонии», также кипрский клуб получит 10%-ную комиссию в случае его перепродажи. В американской лиге он дебютировал 27 февраля в матче стартового тура сезона 2022 против «Атланты Юнайтед», заменив на 77-й минуте Хосе Маури. 10 мая в матче Открытого кубка США против «Далласа» забил свой первый гол за «Спортинг». Свой первый гол в MLS забил 14 мая в матче против «Портленд Тимберс».
26 июля 2024 года Ционис перешёл в клуб чемпионата Сербии «Чукарички».

### Карьера в сборной
Выступал за юношеские сборные до 17 и до 19 лет. В конце августа 2020 года получил свой первый вызов в сборную Кипра на матчи Лиги наций УЕФА против Черногории и Азербайджана.

## Достижения
«Омония» Никосия
- Чемпион Кипра: 2019/20